# Rio Marinho
Rio Marinho är ett vattendrag i Brasilien.   Det ligger i delstaten Rio de Janeiro, i den sydöstra delen av landet, 900 km sydost om huvudstaden Brasília. Rio Marinho ligger vid sjön Lagoa de Jacarepaguá.